# Hohenahr
Hohenahr è un comune tedesco di 4 900 abitanti situato nel land dell'Assia.